# Otto Schramm

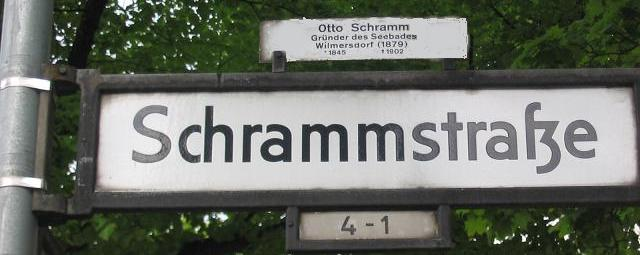
Die Schrammstraße am Volkspark Wilmersdorf

Der Gastronom Franz Otto Schramm (* 25. Oktober 1845 in Deutsch-Wilmersdorf; † 12. Oktober 1902 ebenda) gilt als Begründer des legendären Seebades Wilmersdorf.

## Leben und Wirken
Schramm war Sohn von Johann Schramm, einem der sogenannten Wilmersdorfer „Millionenbauern“, die in den 1870er Jahren zu erheblichem Reichtum kamen, als Investoren, Spekulanten und die Eisenbahn in großem Stil Land am Rand der sich rasant entwickelnden Metropole Berlin aufkauften. Schramm erkannte als einer der ersten das Potenzial von Freizeit- und Vergnügungseinrichtungen, das sich den Gemeinden in der Randlage der Stadt in der Gründerzeit bot.

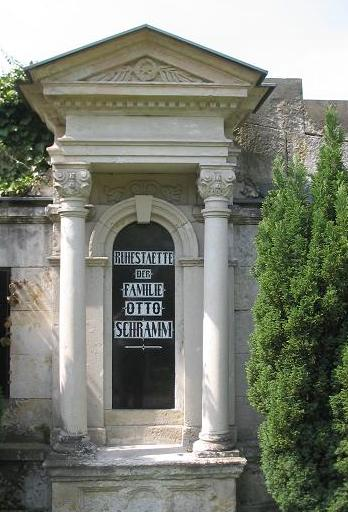
Grabstätte der Familie Otto Schramm

Mit einem Teil seines Millionenvermögens erwarb er 1879 einen Abschnitt des ehemaligen Wilmersdorfer Sees und baute am Südufer eine Badeanstalt und den berühmten Tanzpalast Schramm. „Gehn wir zu Schramm“ wurde zu einem geflügelten Wort der vergnügungssüchtigen Berliner.
Auf dem ab 1915 zugeschütteten Gelände des Sees befinden sich heute Sportplätze, die zum Volkspark Wilmersdorf gehören. Otto Schramms Sohn Hans-Otto Schramm (1892–1962) und dessen Schwager Hans Dunsing ließen Badeanstalt und Tanzpalast in den 1920er Jahren durch den Schrammblock ersetzen, eine große und in ihrer Entstehungszeit hochmoderne Wohnanlage mit einer der ersten Tiefgaragen Berlins. Die Westseite des Wohnblocks liegt an der Schrammstraße, die bereits seit 1885 den Namen des Gastwirts trägt.
Aus erster Ehe hatte Otto Schramm fünf Töchter. Seine erste Frau starb, als die Jüngste von ihnen sechs Jahre alt war. In zweiter Ehe heiratete er 1880 Anna Siering, von der ihm zwei weitere Kinder geboren wurden, darunter als letztes Kind sein einziger Sohn. Nach Hildegard, einer Tochter Otto Schramms, wurde 1895 die Hildegardstraße in Wilmersdorf benannt.
Otto Schramm erkrankte mit 54 Jahren an Nierenkrebs. Nach einer Operation, bei der eine Niere entfernt wurde, trat eine Lungenentzündung hinzu, an der er am 10. Oktober 1902 um 1:00 Uhr in der Hildegardstraße 12 auf dem Gelände des heutigen Schrammblocks verstarb. Die Grabstätte Otto Schramms befindet sich auf dem Friedhof Wilmersdorf, der zwischen dem Fennsee und der Berliner Straße nur wenige Meter von Schramms ehemaligem Seebad entfernt liegt.